# The Hemulic Voluntary Band
The Hemulic Voluntary Band is het vijfde muziekalbum van de Zweedse band Ritual. Het is opgenomen in de Rommarö-Studio (in het gelijknamige dorp) onder leiding van Fredriksson (tot 2007 eigenaar van de studio). De muziek bevat meer folk-invloeden dan hun vorige albums. The Groke is hommage aan Gentle Giant.

## Musici
- Patrik Lundström- zang en gitaar
- Fredrik Lindqvist - basgitaar, boezoeki, fluitjes en zang
- Johan Nordgren- slagwerk, nyckelharpa en zang
- Jon Gamble - toetsen, harmonium en zang.

## Composities
1. The hemulic voluntary band (4:53)
2. In the wild (5:53)
3. Late in november (4:56)
4. The groke (6:05)
5. Waiting by the bridge (4:36)
6. A dangerous journey (26:33)